# Maurice Allais
Maurice Allais (Parijs, 31 mei 1911 – Parijs, 9 oktober 2010) was een Frans econoom, die in 1988 de Prijs van de Zweedse Rijksbank voor economie ter nagedachtenis aan Alfred Nobel ontving. Hij ontving deze prijs voor zijn bijdragen aan de theorie van markten en efficiënt gebruik van middelen.
Maurice Allais was de eerste die het naar hem genoemde Allais-effect waarnam.
In 1964 ontving hij een eredoctoraat aan de Rijksuniversiteit Groningen.

## Publicaties
- Les Lignes directrices de mon œuvre, Conférence Nobel prononcée devant l'Académie royale des Sciences de Suède[dode link];
- À la recherche d'une discipline économique (1943) ;
- Économie pure et rendement social (1945) ;
- Abondance ou misère (1946) ;
- Économie et intérêt, (1947) ;
- La Gestion des houillères nationalisées et la théorie économique (1949) ;
- Le Comportement de l’homme rationnel devant le risque: critique des postulats et axiomes de l’école américaine (1953) ;
- Les Fondements comptables de la macro-économique (1954) ;
- L'Europe unie, route de la prospérité (1959) ;
- Le Tiers monde au carrefour (1961) ;
- L'Algérie d'Evian (1962);[1]
- The Role of Capital in Economic Development (Rôle du capital dans le développement économique) (1963) ;
- Reformulation de la théorie quantitative de la monnaie (1965) ;
- Growth Without Inflation (Croissance sans inflation) (1967) ;
- La Libéralisation des relations économiques internationales – Accords commerciaux ou intégration économique (1970) ;
- L'Inflation française et la croissance – Mythologies et réalité (1974) ;
- L'Impôt sur le capital et la réforme monétaire (1976) ;
- La Théorie générale des surplus (1978) ;
- Les Conditions monétaires d'une économie de marchés (1987) ;
- Autoportrait (1989) ;
- Pour l'indexation (1990) ;
- Les Bouleversements à l’Est. Que faire? (1990) ;
- La Théorie générale des surplus et l'économie de marchés" (1990 – trois mémoires de 1967, 1971, 1988) ;
- Contributions à la théorie générale de l'efficacité maximale et des surplus (1990 – quatre mémoires de 1964, 1965, 1973 et 1975) ;
- Pour la réforme de la fiscalité[2] (1990) ;
- L'Europe face à son avenir. Que faire? (1991) ;
- Erreurs et impasses de la construction européenne (1992) ;
- Combats pour l'Europe. 1992–1994 (1994) ;
- La Crise mondiale aujourd'hui (Clément Juglar, 1999) ;
- Nouveaux combats pour l'Europe. 1995–2002 (2002) ;
- L'Europe en crise. Que faire? (2005) ;
- La Mondialisation, la destruction des emplois et de la croissance, l'évidence empirique (Ed. Clément Juglar, 2007 - ISBN 978-2-908735-12-3) ;
- Lettre aux Français – CONTRE LES TABOUS INDISCUTÉS (2009).